# Mount Weems
Mount Weems är ett berg i Antarktis. Det ligger i Västantarktis. Chile gör anspråk på området. Toppen på Mount Weems är 2 210 meter över havet.
Terrängen runt Mount Weems är huvudsakligen kuperad. Trakten är obefolkad. Det finns inga samhällen i närheten.